# Miho Obana
小花・美穂
Œuvres principales
Première œuvre : Mado no mukō
Autres ouvrages :
- Kodomo no omocha
- Andante
- Partner

Miho Obana (小花・美穂, Obana Miho) est une dessinatrice de manga japonais. Elle est née le 26 avril 1970  à Tōkyō, au Japon.

## Biographie
Sa carrière a commencé en assistant Momoko Sakura, qui a créé Chibi Maruko-chan. Elle a fait ses débuts en 1990 avec le yomikiri (manga d'un épisode) Mado no Mukō, publié dans le volume d'automne 1990 de Ribon Bikkuri. Puis ses histoires sont publiées dans Ribon Original et également dans le magazine régulier Ribon.
Ses mangas les plus connus sont Kodomo no omocha, qui a obtenu en 1998 le prix du manga de l'éditeur Kōdansha (chose rare pour un manga d'un autre éditeur — Shūeisha), Partner et Andante. Partner est particulièrement noir, mature et dérangeant, ce qui est une rareté pour un manga de la série Ribon.
Son plus récent manga est Honey Bitter, publié dans le magazine Cookie depuis février 2004. Également en 2004, elle a commencé à publier des mangas josei, dans le magazine Chorus.

## Œuvre
- Mado no mukō, 1991
- Shiranami no Gensō, 1992
- Setsunai ne, 1993
- Kono te wo hanasanai, 1994
- Kodomo no omocha (こどものおもちゃ), 1995–1999
- Neko no Shima, 1996
- Mizu no Yakata, 1999
- Partner, 2000
- Andante, 2001
- Pochi, 2003
- Aruyoudenai Otoko, 2003
- Honey Bitter, depuis 2004
- Deep Clear, 2008

## Récompenses
- 1999 - 22e Prix du manga Kōdansha pour Kodomo no omocha (catégorie Shōjo)